# خم (فیلم)
«خم» (انگلیسی: The Curve) یک فیلم است که در سال ۱۹۹۸ منتشر شد. از بازیگران آن می‌توان به متیو لیلارد، میشل وارتان، کری راسل، و دانا دلانی اشاره کرد.